# Glitterdunbena
Glitterdunbena (Eriocnemis vestita) är en fågel i familjen kolibrier.

## Utseende och läte
Glitterdunbena är en medelstor kolibri. Hanen är mestadels grön med blå strupe och glittrande smaragdgrönt och blått på buken. Undre stjärttäckarna är blå. Honan är ljusare, beigefärgad med fläckigt utseende. Båda könen har de för släktet typiska vita fjädertofsarna vid benen.

## Utbredning och systematik
Glitterdunbena delas in i fyra underarter med följande utbredning:
- E. v. vestita – östra Anderna i Colombia och nordvästra Venezuela
- E. v. paramillo – norra änden av västra och centrala Anderna i Colombia
- E. v. smaragdinipectus – centrala Anderna i Colombia och Ecuador
- E. v. arcosi – Anderna i södra Ecuador och nordligaste Peru

## Levnadssätt
Glitterdunbenan hittas i Andernas tempererade zon. Där ses den oftast vid skogsbryn.

## Status och hot
Arten har ett stort utbredningsområde, men tros minska i antal, dock inte tillräckligt kraftigt för att den ska betraktas som hotad. Internationella naturvårdsunionen IUCN listar arten som livskraftig (LC).